# Urnella
Urnella, monotipski rod zelenih algi iz porodice Protosiphonaceae, dio reda Chlamydomonadales. Jedina vrsta je U. terrestris iz Australije i Novog Zelanda